# Kai Husum
Kai Husum (f. 1931, døde februar 2007) var en kunstmaler fra Brande.

Husum debuterede som maler i 1952[kilde mangler], og kendes foruden sine oliemalerier også for sine skitser og illustrationer til både bøger, dagblade og tidsskrifter.
Husums værker var ofte naturskildringer, hvor han udviklede sig fra sin mørkere kollorit til sine mere ekspressionistiske naturskildringer, kendetegnet ved tunge og farverige penselstrøg.
Der kan findes værker af Kai Husum på bl.a. Rådhuset og Dalgasskolen i Brande.
Kai Husum var modstander af den statslige blåstempling af kunstnere, som kom af Statens Kunstfond og de statsanerkendte udstillinger[kilde mangler].